# Klášter Sainte-Geneviève
Klášter Sainte-Geneviève (francouzsky Abbaye Sainte-Geneviève, česky Opatství svaté Jenovéfy) je zrušený klášter v Paříži zasvěcený svaté Jenovéfě, z něhož se dodnes dochovalo několik staveb.

## Historie

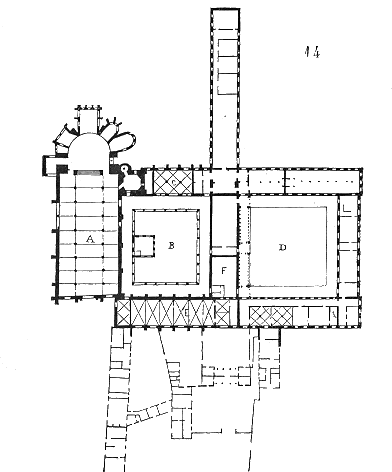
Půdorys opatství (Viollet-le-Duc)

Augustiniánské opatství založili v roce 502 franský král Chlodvík I. a jeho žena Chrodechilda na návrší na levém břehu řeky Seiny (Montagne Sainte-Geneviève), v místech dnešního kostela Saint-Étienne-du-Mont a Pantheonu jako klášter svatých Apoštolů (sv. Petra a Pavla, jejichž ostatky zde byly uloženy).
Svatá Jenovéfa se do kláštera chodila často modlit a po své smrti roku 512 zde byla pohřbena a klášter byl zasvěcen jí. Stejně tak zde byl pohřben Chlodvík I. a později i jeho žena Chrodechilda.
Z původního klášterního kostela zbořeného v roce 1807 zůstala jen zvonice nazývaná Chlodvíkova věž (Tour Clovis), která je součástí budovy Lycée Henri-IV. Samo lyceum sídlí v bývalé budově konventu ze 13. století přestavěném v 17. století.
Konvent stál v čele Francouzské kongregace augustiniánských opatství, takže měl velký vliv v Evropě. Zdejší opat, kardinál de la Rochefoucauld inicioval zavedení reforem Tridentského koncilu do augustiniánských klášterů.
Před Francouzskou revolucí byla zahájena rekonstrukce chátrajícího opatství. Měl zde vzniknout nový monumentální klášterní kostel. Za revoluce byl však klášter v roce 1790 zrušen; posledním opatem byl Claude II. Rousselet. Nový kostel, Pantheon, postavený podle návrhu architekta Jacquese Germaina Soufflota byl dokončen mnohem později a byl přeměněn na pohřebiště významných francouzských osobností.
Z duchovního bohatství kláštera se dochovala rozsáhlá knihovna, která se stala základem Bibliothèque Sainte-Geneviève.

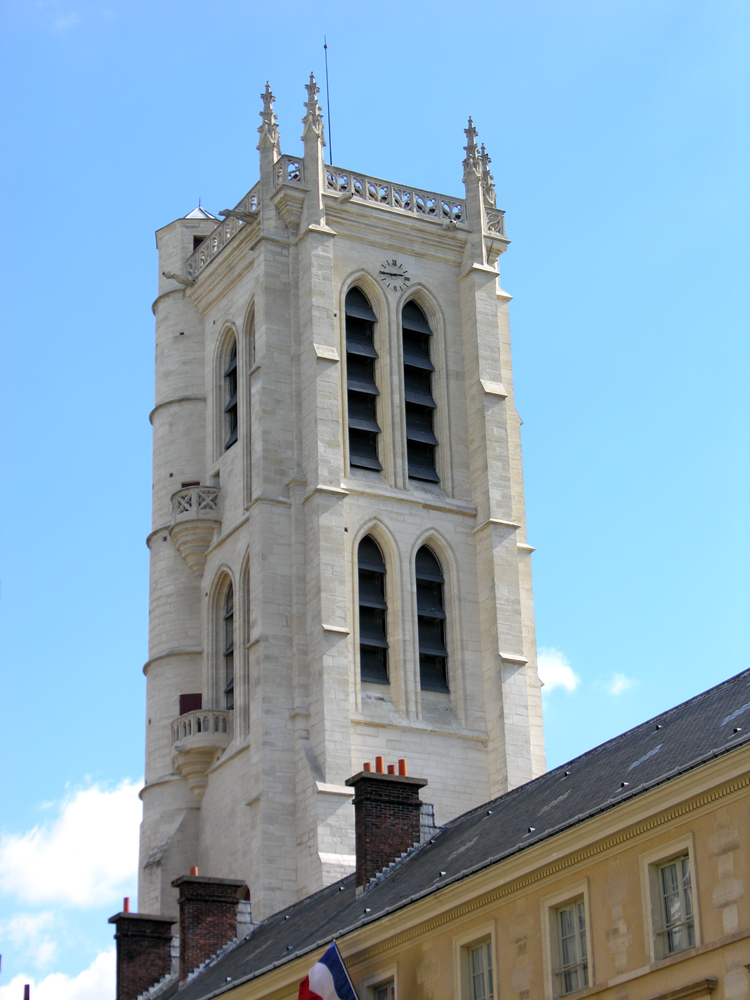
Chlodvíkova věž